# Warringah
Warringah var en kommun i Australien. Den låg i delstaten New South Wales, i den sydöstra delen av landet, omkring 18 kilometer norr om delstatshuvudstaden Sydney. 2014 var antalet invånare 152 636 och arean var 149 kvadratkilometer.
Kommunen upphörde den 12 maj 2016 då den slogs samman med Pittwater och Manly Vale för att bilda det nya självstyresområdet Northern Beaches Council.
Följande samhällen ingick i Warringah Council:
- Dee Why
- Freshwater
- Forestville
- Allambie Heights
- Narrabeen
- Narraweena
- Killarney Heights
- North Curl Curl
- Brookvale
- North Manly
- Davidson
- Curl Curl
- Duffys Forest
- Belrose